# Аббас-Абад (бриг)
«Аббас-Абад» — 12-пушечный бриг Каспийской флотилии Российской империи, последний из четырёх бригов типа «Эривань». Находился в составе флота с 1827 по 1837 год, принимал участие в Русско-Персидской войне 1826—1828 годов и Русско-турецкой войне 1828—1829 годов, использовался в качестве крейсерского и транспортного судна, а по окончании службы был разобран в Астрахани.

## Описание брига
Парусный бриг с деревянным корпусом, один из четырёх бригов типа «Эривань», строившихся в Астрахани в 1826 и 1827 годах. Длина брига по сведениям из различных источников составляла 25,45—25,5 метра, ширина без обшивки — 7—7,1 метра, а осадка 3,3 метра. Вооружение судна состояло из 12 орудий.
Получил своё название в память о взятии русскими войсками персидской крепости Аббас-Абад 6 (18) июля 1827 года.

## История службы
Бриг «Аббас-Абад» был заложен на стапеле Астраханского адмиралтейства 4 (16) октября 1826 года и после спуска на воду 16 (28) августа 1827 года вошёл в состав Каспийской флотилии России. Строительство корабля вёл кораблестроитель в звании подпоручика Корпуса корабельных инженеров С. О. Бурачёк.
Принимал участие в войне с Персией 1826—1828 годов, в ходе которой в течение кампании 1827 года нёс крейсерскую службу в акватории Каспийского моря.
Во время Русско-турецкой войны 1828—1829 годов обеспечивал доставку припасов и войск из Астрахани в действующую армию.
После окончания войны бриг в течение кампаний 1830—1832 и 1834—1836 годов выходил в плавания в Каспийское море, перевозил грузы по маршруту Астрахань—Баку, в устье Куры и на остров Сара.
По окончании службы в 1837 году бриг «Аббас-Абад» был разобран в Астрахани.

## Командиры
Командирами брига «Аббас-Абад» в составе Российского императорского флота в разное время служили:
1. 1827—1828 годы — Я. Д. Мандрика;
2. 1829—1830 годы — А. П. Дорохов;
3. 1832 год — А. Т. Александровский;
4. с 1834 года по июль 1836 года — В. Т. Алеников;
5. с июля 1836 года — С. С. Палицын.

### Комментарии
1. ↑  Всего в рамках серии было построено 4 брига: «Эривань», «Сардар-Абад», «Тавриз» и «Аббас-Абад»[1].
2. ↑  83 фута 6 дюймов[2].
3. ↑  23 фута[2].
4. ↑  10 футов 10 дюймов[2].
5. ↑  В книге Л. И. Голенищева-Кутузова «О судах Балтийского флота, построенных со времени вступления на престол государя императора Николая Павловича» ошибочно назван подполковником, фактически в книге указано звание кораблестроителя на момент выхода книги в 1843 году[5][6].